# Gliwicki Klub Sportowy Piast 2017-2018
Questa voce raccoglie le informazioni riguardanti il Gliwicki Klub Sportowy Piast nelle competizioni ufficiali della stagione 2017-2018.

## Rosa
| N. |                     | Ruolo | Calciatore           |
| -- | ------------------- | ----- | -------------------- |
| 1  | Polonia (bandiera)  | P     | Jakub Szmatuła       |
| 3  | Polonia (bandiera)  | C     | Denis Gojko          |
| 4  | Polonia (bandiera)  | D     | Marcin Flis          |
| 5  | Polonia (bandiera)  | D     | Marcin Pietrowski    |
| 7  | Polonia (bandiera)  | A     | Maciej Jankowski     |
| 10 | Polonia (bandiera)  | A     | Karol Angielski      |
| 11 | Polonia (bandiera)  | C     | Aleksander Jagiełło  |
| 12 | Slovenia (bandiera) | C     | Saša Živec           |
| 14 | Estonia (bandiera)  | C     | Konstantin Vassiljev |
| 15 | Polonia (bandiera)  | D     | Adam Mójta           |
| 16 | Polonia (bandiera)  | C     | Patryk Dziczek       |
| 17 | Ecuador (bandiera)  | C     | Joel Valencia        |
| 18 | Polonia (bandiera)  | A     | Lukasz Krakowczyk    |
| 19 | Polonia (bandiera)  | C     | Mateusz Mak          |
| 20 | Polonia (bandiera)  | D     | Martin Konczkowski   |

| N. |                                 | Ruolo | Calciatore                 |
| -- | ------------------------------- | ----- | -------------------------- |
| 21 | Spagna (bandiera)               | C     | Gerard Badía               |
| 23 | Bosnia ed Erzegovina (bandiera) | C     | Stojan Vranješ             |
| 24 | Croazia (bandiera)              | D     | Dario Rugašević            |
| 25 | Serbia (bandiera)               | D     | Aleksandar Sedlar          |
| 27 | Rep. Ceca (bandiera)            | A     | Michal Papadopulos         |
| 31 | Slovacchia (bandiera)           | P     | Dobrivoj Rusov             |
| 53 | Polonia (bandiera)              | P     | Jakub Freitag              |
| 82 | Slovacchia (bandiera)           | C     | Martin Bukata              |
| 88 | Slovenia (bandiera)             | D     | Uroš Korun                 |
| 90 | Croazia (bandiera)              | A     | Josip Barišić              |
| 91 | Brasile (bandiera)              | D     | Hebert Medeiros dos Santos |
| 98 | Polonia (bandiera)              | P     | Krzysztof Kurek            |
|    | Polonia (bandiera)              | D     | Jakub Czerwiński           |
|    | Polonia (bandiera)              | C     | Tomasz Jodłowiec           |